# La psichiatra
La psichiatra è un romanzo thriller del 2009 di Wulf Dorn. È l'opera d'esordio dello scrittore nel genere thriller, poiché Dorn era noto principalmente per i suoi racconti horror.
È stato pubblicato il 5 gennaio 2009 in Germania dalla casa editrice Heyne con una tiratura iniziale di 50 000 copie, ed è diventato un caso editoriale grazie al passaparola dei lettori; agli inizi del 2010 sono state pubblicate le prime edizioni in altre lingue.

## Trama
La ventinovenne Ellen Roth è una psichiatra che ha a che fare ogni giorno con pazienti schizofrenici. Il suo compagno e collega con il quale ha deciso da poco di convivere, Chris Lorch, parte per un'isola sperduta in Australia, dove starà tre settimane, per prendersi un po' di meritato riposo e lavorare a una revisione di Hacker di A Writer's Reference. Lascia quindi a Ellen il compito, che altrimenti spetterebbe a lui, di occuparsi di una paziente da poco giunta in reparto. Il giorno dopo Ellen fa visita alla paziente, nella camera numero 7 del reparto 9, di cui non sa né la provenienza né il nome. La donna ha subito gravi maltrattamenti, sia al volto che sul resto del corpo. Ellen le chiede chi è stato a farle questo, e lei risponde "L'Uomo Nero". Il cercapersone di Ellen suona e lei è costretta a lasciare la stanza, con la promessa di ritornare dalla paziente e di proteggerla dall'Uomo Nero a qualsiasi costo.
Il giorno dopo Ellen Roth ha una brutta sorpresa: la paziente senza nome della camera numero 7 è scomparsa. Chiede ai colleghi e alle infermiere, ma nessuno, all'infuori di lei, sembra aver mai visto prima quella donna. Cominciano le ricerche, e, con l'aiuto del collega Mark Behrendt, verrà finalmente a conoscenza della verità. Ma a volte la verità è molto peggio di quel che si può immaginare.